# Håkon Barfod
Håkon Barfod (* 17. August 1926 in Oslo; † 4. November 2013 in Bærum) war ein norwegischer Segler.

## Erfolge
Håkon Barfod, der für den Kongelig Norsk Seilforening segelte, nahm zweimal an Olympischen Spielen in der Bootsklasse Drachen teil. Beide Male war er neben Sigve Lie Crewmitglied des norwegischen Bootes Pan, das von Thor Thorvaldsen gebaut wurde und der auch Skipper des Bootes war. Mit unter anderem zwei Siegen in sieben Wettfahrten gewannen die Norweger die Regatta 1948 in London mit 4746 Gesamtpunkten knapp vor dem schwedischen Boot um Skipper Folke Bohlin und dem von William Berntsen geführten dänischen Boot. Vier Jahre darauf gelang Barfod mit Lie und Thorvaldsen in Helsinki die Wiederholung des Olympiasiegs, als sie mit der Pan erneut die Goldmedaille gewannen. Sie gewannen drei der sieben Wettfahrten und beendeten mit 6129 Punkten die Regatta vor dem von Per Gedda geführten schwedischen und dem von Theodor Thomsen geführten deutschen Boot. Barfod gewann zudem 1948 in Arendal und 1950 in Vejle den Gold Cup.
Håkon Barfod war von Beruf Bootsbauer und arbeitete in einer Werft nahe Oslo.